# Jacob Dahre
Jacob Dahre (...) è un giocatore di football americano svedese, che gioca come wide receiver per i Potsdam Royals.
Dopo aver giocato nei Carlstad Crusaders, ha proseguito la carriera nei tedeschi Potsdam Royals.

## Palmarès
- 1 Eurobowl (Potsdam Royals: 2019)
- 5 SM-Final (Carlstad Crusaders: 2012, 2014, 2015, 2016, 2017)